# Промышленность и торговля при Петре I

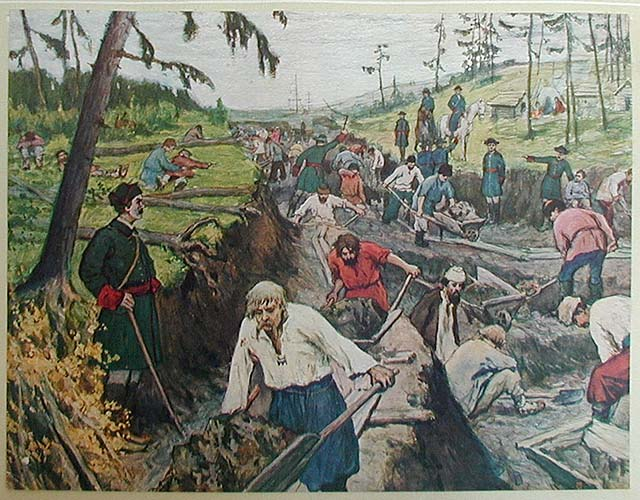
Прорытие Ладожского канала

В наследие Петру I от Русского государства достались слабо развитые зачатки промышленности.Была унаследована и задача завоевания выхода к морю. Пётр быстро приступил к решению этой задачи, начав войну со Швецией и решив вести её по-новому и новыми средствами. Возникает новая регулярная армия, строится флот. Всё это требовало огромных финансовых затрат. Русское государство при возрастании государственных нужд покрывало их новыми налогами.
Путь к поднятию народного благосостояния Пётр увидел в совершенствовании торговли и промышленности. Трудно сказать, как и когда у царя появилась эта мысль, но вероятно, это произошло во время Великого посольства, когда Пётр наглядно увидел техническое отставание России от ведущих европейских государств.
В то же время желание сделать содержание войска и флота дешевле естественно наводило на мысль, что было бы дешевле производить всё то, что нужно для экипировки и вооружения армии и флота. А так как фабрик и заводов, которые могли бы выполнить эту задачу, не было, то возникала мысль, что их надо построить, пригласив для этого знающих иностранцев и отдав им в науку «своих подданных», как тогда выражались. Эти мысли были не новыми и известны ещё со времён царя Ивана Грозного.
Поставив себе цель вооружить экономику лучшими западными технологиями производства, Пётр реорганизовал все отрасли народного хозяйства. Во время Великого посольства царь изучил все стороны европейской жизни, в том числе, и техническую. За границей Пётр усвоил основы экономической мысли того времени — меркантилизма. Своё экономическое учение меркантилизм основывал на двух положениях: первое — каждый народ, чтобы не обеднеть, должен сам производить всё, что ему нужно, не обращаясь к помощи чужого труда, труда других народов; второе — каждый народ, чтобы богатеть, должен как можно больше вывозить из своей страны произведённую продукцию и как можно меньше импортировать иностранную продукцию.
Сознавая, что Россия не только не уступает, но и превосходит другие страны обилием природных богатств, Пётр решил, что государство должно взять на себя развитие промышленности и торговли страны. «Наше русское государство, — говорил Пётр, — передъ иными землями преизобилуетъ и потребными металлами и минералами преблагословенно есть, которые до настоящаго времени безъ всякаго прилежанія исканы»
Таким образом, осознав значение торговли и промышленности и усвоив на Западе идеи меркантилизма, Пётр приступил к реформированию этих сфер, принуждая к этому подданных, хотя бы и насильственным методом.

## Меры по развитию промышленности
По всей России была предпринята геологоразведка рудных богатств и тех мануфактурных промыслов, которые могли бы при поддержке развиться в крупные предприятия. По его приказу по всей стране разъезжались знатоки разных ремёсел. Были открыты месторождения горного хрусталя, сердолика, селитры, торфа, каменного угля, о котором Пётр сказал, что «сей минералъ, если не намъ, то нашимъ потомкамъ весьма полезенъ будетъ». Братья Рюмины открыли завод в Рязанском крае по добыче каменного угля. Иностранец фон Азмус разрабатывал торф.
Пётр также усиленно привлекал к делу иностранцев. В 1698 году, когда он возвращался из своего первого заграничного путешествия, за ним следовало множество нанятых им ремесленников и мастеров. В одном только Амстердаме он нанял около 1000 человек. В 1702 году по всей Европе был опубликован указ Петра, приглашавший на промышленную службу в Россию иноземцев на очень выгодных для них условиях. Русским резидентам при европейских дворах Пётр велел разыскивать и нанимать на русскую службу знатоков разных производств и мастеров всякого дела. Так, например, французский архитектор Леблон — «прямая диковинка», как называл его Пётр — был приглашён на жалование в 5 тысяч рублей в год при даровой квартире, с правом выехать домой через пять лет со всем приобретённым имуществом, не платя никаких податей.
В то же время Пётр предпринимал меры по усиленной подготовке русских молодых людей, посылая их на учёбу за рубеж.

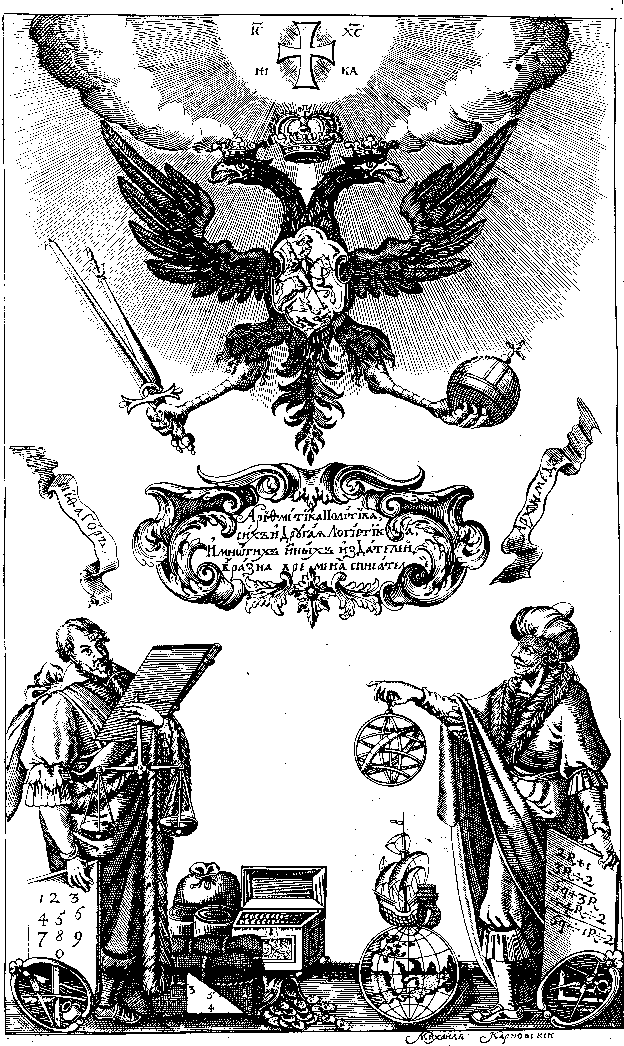
Титульный и первый листы «Арифметики» Л. Ф. Магницкого

При Петре значительно увеличивается число мануфактур, которые становились техническими школами и практическими училищами. С приезжими иностранными мастерами договаривались, «чтобы они из российских учеников при себе имели и мастерству своему обучали, поставя за то цену награждения и время, во сколько выучат». В ученики на фабрики и заводы принимались люди всех свободных сословий, а крепостные — с отпускной от помещика, но с 1720-х годов стали принимать и беглых крестьян, но только не солдат. Так как добровольно поступавших было мало, то Пётр время от времени указами производил наборы учеников для обучения на мануфактурах. В 1711 году «государь указалъ прислать изъ церковниковъ и изъ служекъ монастырскихъ и изъ детей ихъ 100 человѣк, которые были бы лѣтъ по 15 или 20, и умѣли бы писать, чтобы итти имъ въ ученіе къ мастерамъ разныхъ дѣлъ». Такие наборы повторялись и в последующие годы.
Для военных нужд и для добычи металлов Петру особенно были нужны горные и железоделательные заводы. В 1719 году к олонецким заводам, где плавили железо, лили пушки и ядра, Пётр велел набрать 300 человек учеников. На уральских заводах тоже возникли горные школы, куда набрали в ученики грамотных солдатских, подьяческих и поповских детей. В этих школах хотели учить не только практическому знанию горного дела, но и теории, арифметике и геометрии. Ученикам платили жалование — полтора пуда муки в месяц и рубль в год на платье, а тем, у кого отцы зажиточные или получают жалованье более 10 рублей в год, тем ничего от казны не выдавали, «пока не начнут учить тройного правила», тогда и им выдавали жалованье.
На основанную в Петербурге фабрику, где изготовлялись позументы, тесьма, шнуры, Пётр определил в выучку мастерам-французам молодых людей из новгородских посадских и бедных дворян. Он часто посещал эту фабрику и интересовался успехами учеников. Старшие из них должны были каждую субботу после обеда являться во дворец с образцами своей работы.
В 1714 году была основана шёлковая фабрика под руководством Алексея Милютина, самоучки, изучившего ткацкое шёлковое дело. Нуждаясь в хорошей шерсти для суконных фабрик, Пётр подумал о введении правильных приёмов овцеводства и для этого приказал составить правила — «регулы, как содержать овец по шленскому (силезскому) обыкновению». Тогда в 1724 году в Силезию были посланы майор Кологривов, двое дворян и несколько человек русских овчаров изучать овцеводство.
Кожевенное производство было издавна развито в России, но способы обработки были довольно несовершенные. В 1715 году Пётр издаёт указ по этому поводу: «Понеже юфть, которая употребляется на обувь, весьма невыгодна  к ношению, ибо делается с дегтемъ и когда мокроты хватитъ, то распалзывается, и вода проходитъ; того ради оную надлежитъ дѣлать съ ворваннымъ саломъ и инымъ порядкомъ, чего ради посланы изъ Ревеля мастеры къ Москвѣ для обученія того дѣла, для чего повелѣвается всѣмъ промышленникамъ (кожевенникамъ) во всемъ государствѣ, дабы отъ каждаго города по нѣсколько человѣкъ ѣхали въ Москву и обучались; сему обученію даётся срокъ два года». Несколько молодых людей были отправлены в Англию на кожевенные заводы.

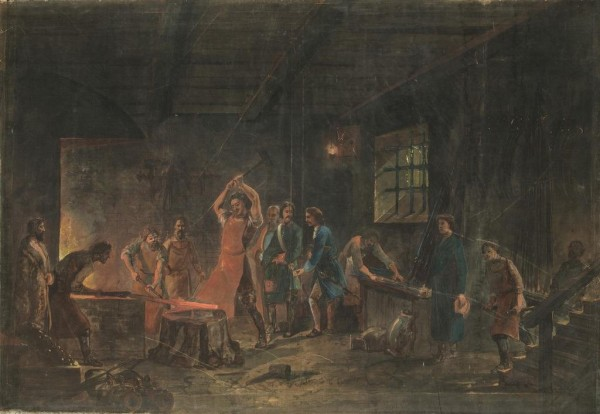
Развитие железных заводов / Петр кует железо, Н. Н. Каразин, 1872 г.

Правительство не только входило в промышленные нужды населения и заботилось об обучении народа промыслам, оно вообще взяло под свой надзор производство и потребление. Указами его величества предписывалось не только какие товары производить, но и в каком количестве, какого размера, какого материала, какими орудиями и приёмами, а за неисполнение всегда грозили жестокие штрафы вплоть до смертной казни.
Пётр очень ценил леса, нужные ему для надобностей флота, и издал строжайшие лесоохранительные законы: леса, годные на корабельное дело, было запрещено рубить под страхом смертной казни. Вместе с тем, огромное количество лесов в его царствование было вырублено, якобы в целях строительства флота. Как писал историк В. О. Ключевский, «Предписано было везти к Петербургу вышневолоцкою системою дубовый лес для балтийского флота: в 1717 г. это драгоценное дубье, среди которого иное бревно ценилось тогдашних рублей во сто, целыми горами валялось по берегам и островам Ладожского озера, полузанесенное песком, потому что указы не предписывали освежать напоминаниями утомленную память преобразователя…». Для строительства флота на Азовском море были вырублены миллионы десятин леса в Воронежской области, леса были превращены в степь. Но на строительство флота пошла ничтожно малая часть этого богатства. Миллионы бревен валялись потом по берегам и отмелям и гнили, сильно пострадало судоходство на реках Воронеж и Дон.
Не довольствуясь распространением одного практического обучения технике, Пётр заботился и о теоретическом образовании путём перевода и распространения соответствующих книг. Был переведён и напечатан «Лексикон о коммерции» Жака Савари («Савариев лексикон»). Правда, за 24 года было продано всего 112 экземпляров этой книги, но это обстоятельство не пугало царя-издателя. В списке книг, напечатанных при Петре, можно найти немало руководств к обучению разным техническим знаниям. Многие из этих книг прошли строгую редакцию самого государя.
30 августа 1723 года Пётр был за обедней в Троицком соборе и дал здесь приказание вице-президенту Синода, преосвященному Феодосию, что «три экономическіе на нѣмецкомъ діалектѣ книги перевести на словенскій языкъ и, переведши сперва оглавленія, предложить оныя къ разсмотрѣнію его императорскаго величества».
Обыкновенно те заводы, которые были особенно нужны, то есть горные и оружейные, а также суконные, полотняные и парусные фабрики устраивались казной и затем передавались частным предпринимателям. На устройство мануфактур второстепенной для казны значимости Пётр охотно выдавал в ссуду довольно значительные капиталы без процентов и приказывал снабжать инструментами и рабочими частных лиц, устраивавших фабрики на свой страх и риск. Из-за границы выписывались мастера, сами фабриканты получали большие привилегии: освобождались с детьми и мастерами от службы, были подсудны только суду Мануфактур-коллегии, избавлялись от податей и внутренних пошлин, могли беспошлинно привозить из-за границы нужные им инструменты и материалы, дома же их освобождались от военного постоя.

## Создание новых мануфактур
Насаждая промышленность, петровское государство действовало двояким образом: или оно учреждало казенные заводы и фабрики, или оно содействовало частной предприимчивости, всячески поощряя ее разного рода облегчениями и льготами. При этом основав мануфактуру, снабдив ее всем необходимым и пустив ее в ход, казна затем сдавала ее в аренду «содержателям». 

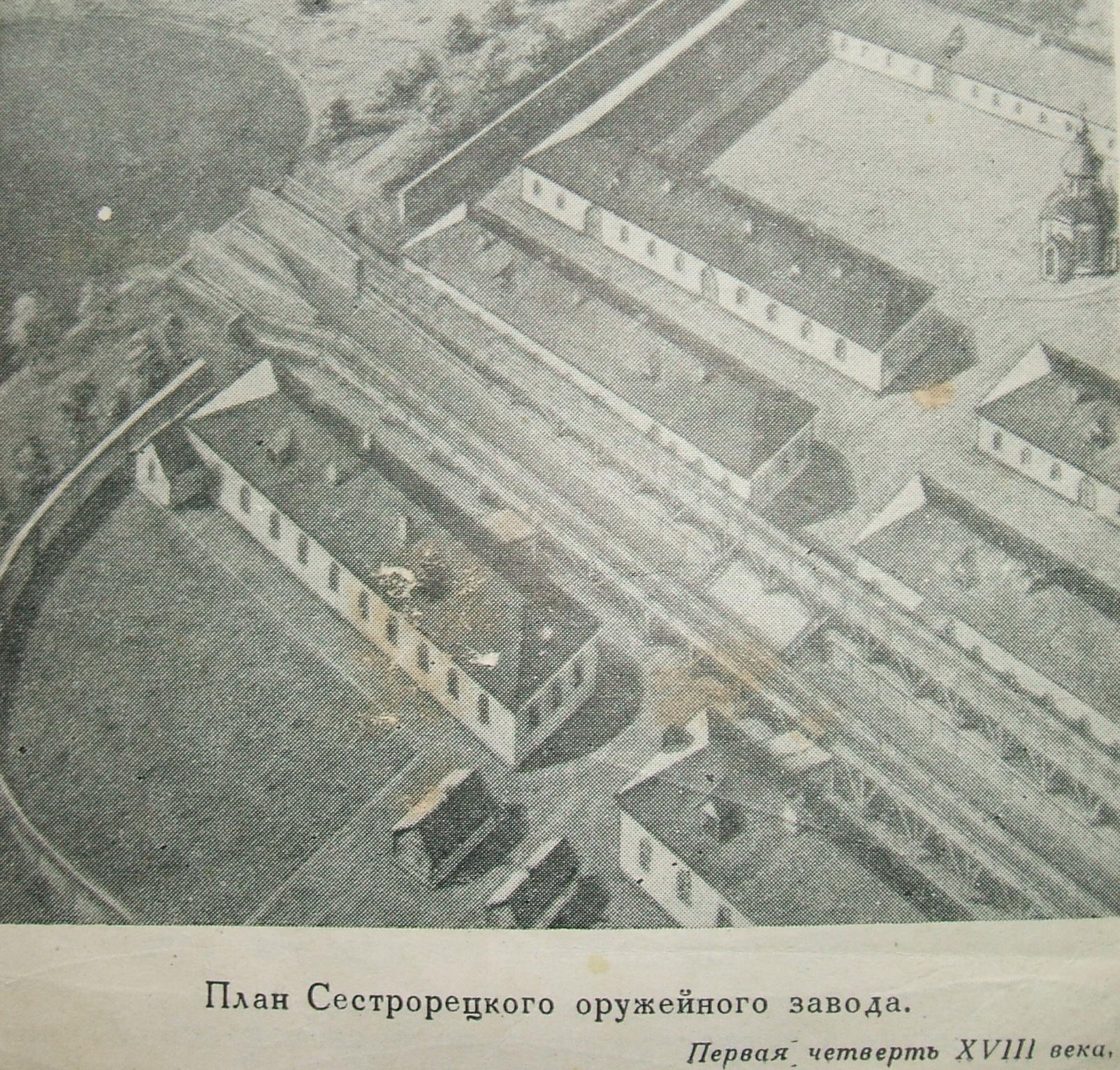
План Сестрорецкого оружейного завода 1-й четверти XVIII века

Наибольшие успехи были достигнуты в развитии металлургии. Были созданы Петровские и Повенецкие железные заводы, тульские казенные заводы и частные заводы Демидова и Баташёва. Но в особенности широкое развитие стала получать металлургическая промышленность на Урале. В 1718 году было всего выплавлено на российских заводах 6 641 тысяча пудов чугуна, из которых 868 тысяч (13 %) на казенных заводах, а остальное количество (87 %) на частных. Такая масса производимого металла позволяла без труда вооружать армию и флот. 

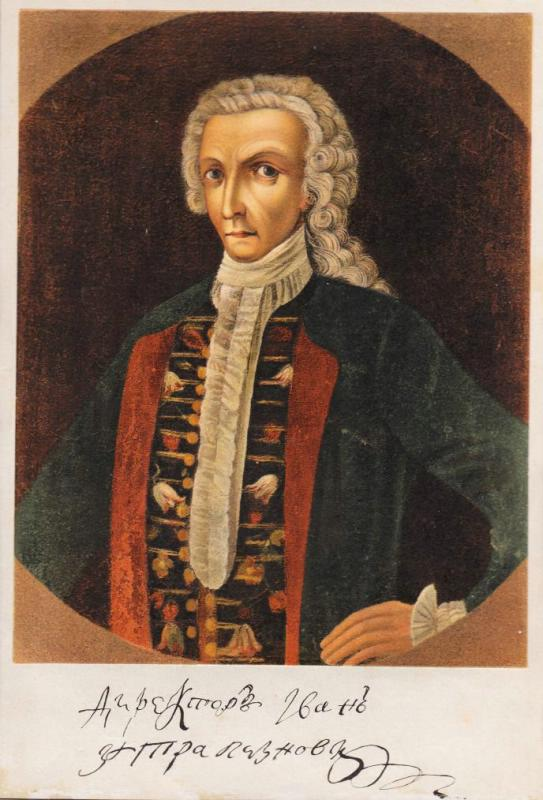
Иван Максимович Затрапезный

Менее успешно, чем горное дело, развивалось текстильное производство. Уже в начале XVIII века в Москве появились две частные суконные фабрики Серикова и Дубровского, и в 1705 году Пётр I с радостью писал Меншикову, что «сукна делают, и умножается сие дело изрядно, и плод дает Бог изрядный, и я сделал себе кафтан из него к празднику». В 1718 году в Москве открылись фабрики купцов Собольникова и Воронина, а в 1720 году была создана большая компания суконного производства из 14 участников, во главе которой стояли купцы Сериков, Щеголин и Волков. Компании были переданы обширные казенные дворы у Каменного моста, где уже прежде учреждена была казенная суконная фабрика с материалами, инструментами и мастеровыми. Кроме того, эта компания получила значительную денежную субсидию: 30 тысяч рублей на три года без процентов, с обязательством погасить эту ссуду поставкой сукна в мундирную канцелярию. Но одеть всю армию только отечественным сукном Петру так и не удалось, и правительство принуждено было прикупить для этой цели некоторое количество немецкого сукна. Из полотняных мануфактур, основанных при Петре, крупнейшими были: фабрика Андрея Турки, Цымбальщикова и компании, возникшая в 1711 году, фабрика иноземца Тамеса в Москве и того же Тамеса в товариществе с купцом Затрапезным в Ярославле.

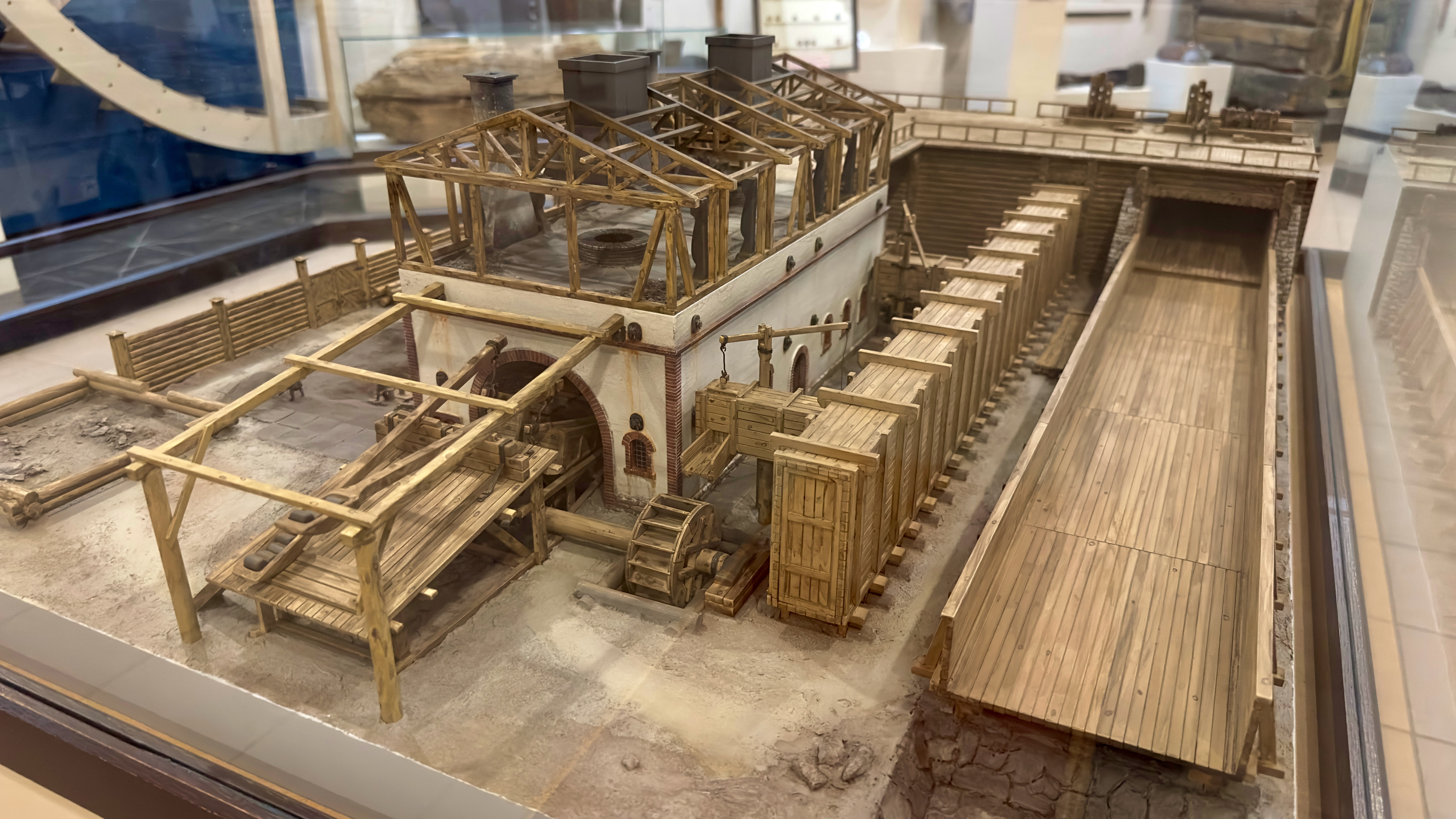
Макет доменного цеха Екатеринбургского завода в Музее истории и археологии Урала

К 1726 году в Российской империи насчитывалось 233 казенных и частных фабрик и заводов. Сюда входили заводы рудные, оружейные, игольные, скипидарные, канифольные, серные, красильные, пороховые, стеклянные, зеркальные, кирпичные, гонтовые, винокуренные, пивоваренные, сахарные, табачные фабрики, смольчужные, поташные, канатные, писчебумажные, парусные, полотняные, воскобойные, кожевенные, суконные, шерстяные, шляпные, шпалерные фабрики и др. Большинство этих заведений были созданы при Петре I. Однако часто продукция российского производства была и хуже, и дороже иностранной.
Из числа петровских мануфактур некоторые были очень велики. На Сестрорецком оружейном заводе работало 683 человека. К казенному оружейному заводу в Туле было приписано 508 крестьянских дворов. На казенной парусной мануфактуре в Москве было 1.162 рабочих. Но и на частных мануфактурах производство велось в крупных размерах. На московской суконной мануфактуре компанейщиков купеческих людей Щеголина «с товарищи» в 1729 г. работало 730 рабочих на 130 станах; на казанской суконной мануфактуре Микляева работало 742 человека; московская полотняная мануфактура Тамеса с компанией имела 443 стана и 841 рабочих; ярославская мануфактура Тамеса и Затрапезного — 172 стана и 180 раб.; на московской ленточной и позументной мануфакутуре Милютина было 280 рабочих; на шелковых мануфактурах компании Евреинова в 1728 году работало до 1.500 мужчин и женщин. Таких крупных мануфактур не было в Западной Европе, вероятно, даже значительно позже.

## Рабочие в эпоху Петра
Рабочие фабрик петровского времени происходили из самых разнообразных слоёв населения: беглые крепостные, бродяги, нищие, даже преступники — все они по строгим указам забирались и отправлялись «в работу» на фабрики. Пётр терпеть не мог «гулящих» людей, не пристроенных ни к какому делу, приказывалось хватать их, не щадя даже иноческого чина, и отправлял на фабрики. Вольнонаёмных рабочих было очень мало, потому что вообще вольных людей в России того времени было немного. Сельское население было несвободно: часть была в крепости у государства и не смела покидать тягло, частью владели помещики, городское население же было очень немногочисленно и в значительной части тоже оказывалось прикреплённым к тяглу, связанным в свободе передвижения, и потому поступало на фабрики только своего города. При учреждении фабрики, фабриканту давалась обыкновенно привилегия свободно нанимать русских и иноземных мастеров и учеников, «платя им за труды достойную плату». Если фабрикант получал устроенную казной фабрику, то ему передавались вместе с фабричными строениями рабочие.
Часты были случаи, когда для снабжения фабрик, а особенно заводов, рабочими руками, к фабрикам и заводам приписывали сёла и деревни крестьян, как это ещё практиковалось в XVII веке. Такие приписанные к фабрике работали на неё и в ней по распоряжению владельца. Но в большинстве случаев фабриканты должны были сами искать себе рабочих путём найма. Это было очень трудно, и на фабрики попадали обыкновенно отбросы населения — все те, кому больше некуда было деться. Рабочих рук не хватало. Фабриканты постоянно жаловались на недостаток рабочих и, прежде всего, тем, что рабочих нет. Рабочие были так редки и потому, что выделка была тогда по преимуществу ручная, и выучиться ей было не всегда легко. Искусный, знающий своё дело рабочий очень поэтому ценился, фабриканты переманивали таких рабочих друг у друга и хорошо обученных рабочих не отпускали ни в каком случае. Выучившийся на фабрике мастерству обязывался не покидать обучившей его фабрики десять или пятнадцать лет, смотря по уговору. Опытные рабочие подолгу жили на одном месте и безработными становились редко. За «подзывание» рабочих людей с одной фабрики на другую до истечения урочного срока работы был назначен по закону очень большой штраф с виноватого фабриканта, сманенный же рабочий возвращался к прежнему хозяину и подвергался телесному наказанию.
Но всё это не избавляло фабрики от безлюдья. Тогда правительство Петра решило, что работы на фабриках могут исполняться тем же путём, как и сельские работы в имениях частных землевладельцев, то есть при помощи крепостного труда. В 1721 году последовал указ, в котором говорилось, что хотя прежде «купецким людям» было запрещено покупать деревни, теперь же многие из них пожелали заводить различные мануфактуры как компаниями, так и поодиночке. «Того ради позволяется для размноженія такихъ заводовъ, какъ шляхетству, так и купецкимъ людямъ, к тѣмъ заводамъ деревни покупать невозбранно съ позволения Берг- и Мануфактур-коллегіи, токмо подъ такой кондиціей, дабы тѣ деревни всегда были уже при тѣхъ заводахъ неотлучно. И для того какъ шляхетству, такъ и купечеству тѣхъ деревень особо безъ заводовъ отнюдь никому не продавать и не закладывать и никакими вымыслами ни за кѣмх не крѣпить и на выкупѣ такихъ деревень никому не отдавать, развѣ кто похочетъ для необходимыхъ своихъ нуждъ тѣ деревни и съ тѣми заводы продать, то такимъ продавать съ позволенія Берг-коллегіи. А ежели кто противъ сего поступитъ, то онаго всего того лишить безповоротно…» После этого указа все фабрики быстро обзавелись крепостными рабочими, и это так понравилось фабрикантам, что они стали добиваться закрепления за фабриками и свободных рабочих, работавших у них по вольному найму. В 1736 году, то есть уже после смерти Петра, они получили и это, и по указу все те мастеровые, которые во время издания указа находились на фабриках, должны были «вечно» с семьями оставаться крепкими фабрике. Фабриканты и при Петре были уже судьями над своими рабочими. С 1736 года это им предоставил закон.
Крепостные рабочие не всегда получали денежное жалованье, а только корм и одежду. Рабочие вольнонаёмные, конечно, получали жалованье деньгами, на казённых фабриках обыкновенно помесячно, а на частных сдельно. Кроме денег, вольнонаёмным шли ещё и харчи. Размеры денежных жалований и хлебных дач были невелики. Труд рабочих всего лучше оплачивался на шёлковых фабриках, хуже — на бумажных, ещё хуже — на суконных, и всего менее платили на полотняных. На казённых мануфактурах, в общем, плата была выше, чем на частных.
Работа на некоторых фабриках была точно и обстоятельно установлена компанейскими регламентами. В 1741 году был по закону установлен четырнадцатичасовой рабочий день.
Рабочие во всём зависели от фабрикантов. Правда, закон предписывал им «порядочно содержать мастеровыхъ и учениковъ и чинить имъ награжденье по достоинству», но эти правила плохо соблюдались. Фабриканты, купив деревню к фабрике, часто записывали в рабочие и гнали на фабрику всех «полных работников», так что на земле оставались только старики, женщины и малолетние. Часто задерживалась уплата жалованья рабочим, так что они «приходили в скудость и даже страдали болезнями».

## Качество продукции
Товары, производимые русскими фабриками, не отличались высотой качества и обработки. Только грубые солдатские сукна были относительно хороши, да всё то, что нужно было для воинского снабжения, до пушек включительно, но товары чисто промышленные, которые искали себе сбыта в народе, были плохи.
Таким образом, большинство русских фабрик производили, по отзывам торговцев, товар плохого качества, который не мог рассчитывать на скорый сбыт, особенно при наличии иностранной конкуренции. Тогда Пётр, чтобы поощрить своих фабрикантов и дать их товарам хоть какой-нибудь сбыт, стал налагать большие пошлины на иностранные фабрикаты. Согласно с усвоенным им учением меркантилизма, Пётр был убеждён, что его фабриканты терпят «отъ привозимыхъ изъ-за границы товаровъ; напримѣръ, одинъ мужикъ открылъ краску баканъ, я велѣлъ испробовать её живописцамъ, и тѣ сказали, что она уступитъ одной венеціанской, а съ нѣмецкою равна, а иной и лучше: надѣлали изъ-за границы; жалуются и иные фабриканты…» До 1724 года Пётр издавал время от времени распоряжения, запрещавшие ввоз то отдельных иноземных товаров, которые начинали вырабатывать в Россию, то целых групп как «манифактурных», так и «металлических продуктов». Время от времени запрещалось и внутри России вырабатывать какое-нибудь полотно или шёлковую ткань кому бы то ни было, кроме одной только что открывшейся фабрики, конечно, с прямой целью дать ей возможность стать на ноги и приучить к своему производству потребителя.
В 1724 году был издан общий тариф, строго покровительственный своей промышленности, частью даже прямо запретительный по отношению к заграничным товарам.

## Развитие торговли
На торговлю, на лучшую постановку и облегчение торгового дела со стороны государства Пётр обратил внимание тоже очень давно. Ещё в 1690-х годах он был занят беседами о коммерции со знающими иноземцами и, конечно, торговыми европейскими компаниями заинтересовался не менее, нежели промышленными.
Указом Коммерц-коллегии в 1723 году Пётр приказал «посылать в чужіе края дѣтей торговыхъ людей, чтобъ никогда меньше 15 человѣкъ въ чужихъ краяхъ не было, и когда которые обучатся, брать назадъ а на ихъ мѣсто новыхъ, а обученнымъ велѣть здѣсь обучать, понеже всѣхъ посылать невозможно; чего ради брать изо всѣхъ знатныхъ городовъ, дабы вездѣ сіе велось; а въ Ригу и Ревель послать человѣкъ 20 и раздать капиталистамъ; сіе обое число изъ посадскихъ; къ тому же коллегіи трудъ имѣть обучать коммерціи опредѣленныхъ изъ дворянских дѣтей».

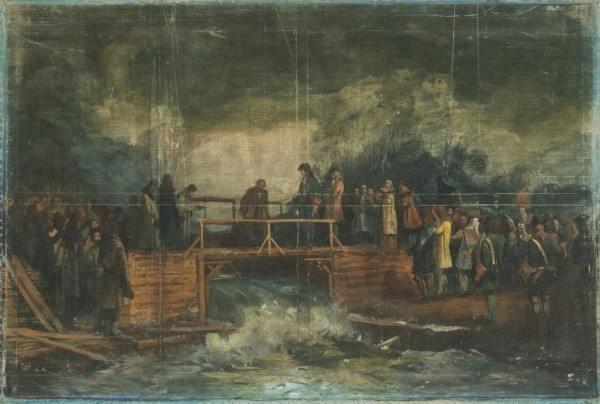
Заботы о путях сообщения / Петр на Тверецком шлюзе (февраль 1723), Бочаров М. И., 1872 г.

Завоевание морского берега, основание Петербурга с прямым назначением ему быть портом, учение меркантилизма, воспринятое Петром, — всё это заставляло его думать о коммерции, о её развитии в России. В первые 10 лет XVIII века развитию торговли с Западом мешало то, что множество товаров были объявлены государственной монополией и продавались только через правительственных агентов. Но эту меру, вызванную крайней нуждой в деньгах, и Пётр не считал полезной, и потому, когда военная тревога несколько успокоилась, он снова обратился к мысли о компаниях торговых людей. В июле 1712 года он дал распоряжение Сенату — «немедленно потщиться въ купецкомъ дѣлѣ лучшій порядокъ сдѣлать». Сенат стал пробовать устроить компанию купцов для торговли с Китаем, но московские купцы «во взятіи онаго торга въ компанію отказали». Ещё 12 февраля 1712 года Пётр приказывал «учинить коллегіум для торговаго дѣла исправленія, чтобъ оную въ лучшее состояніе привесть; къ чему надобно одинъ или два человѣка иноземцевъ, которыхъ надобно удовольствовать, дабы правду и ревность въ томъ показали съ присягою, чтобы лучше правду и ревность въ томъ показали съ присягою, чтобы лучше порядокъ устроить, ибо безъ прекословія есть, что ихъ торги несравнительно лучше есть нашихъ». Коллегия составилась, вырабатывала правила своего существования и действий. Коллегиум работал сначала в Москве, потом в Петербурге. С учреждением Коммерц-коллегии все дела этого её прототипа были переданы новому ведомству торговли.
В 1723 году Пётр приказал составить компанию купцов для торговли с Испанией. Предполагалось устроить также компанию для торговли с Францией. Были посланы для начала русские казённые суда с товарами в порты этих государств, но этим дело и кончилось. Торговые компании не прививались и стали появляться в России не ранее половины XVIII века, да и то под условием больших привилегий и покровительства со стороны казны. Русские купцы предпочитали торговать самолично или через посредство приказчиков в одиночку, не вступая в компании с другими.
С 1715 года возникают первые русские консульства за границей. 8 апреля 1719 года Пётр издал указ о вольности торговли. Для лучшего устройства речных торговых судов Пётр запретил строить староманерные суда, разные дощаники и струги.
Основу торгового значения России Пётр видел в том, что природа судила ей быть торговой посредницей между Европой и Азией.
После взятия Азова, когда создавался азовский флот, предполагалось всё торговое движение России направить к Чёрному морю. Тогда было предпринято соединение водных путей Центральной России с Чёрным морем двумя каналами. Один должен был соединить притоки Дона и Волги Камышинкой и Иловлей, а другой подходил бы к небольшому Иван-озеру в Епифанском уезде, Тульской губернии, из которого с одной стороны вытекает Дон, а с другой — река Шаш, приток Упы, впадающей в Оку. Но прутская неудача заставила оставить Азов и отказаться от всех надежд на овладение черноморским побережьем.

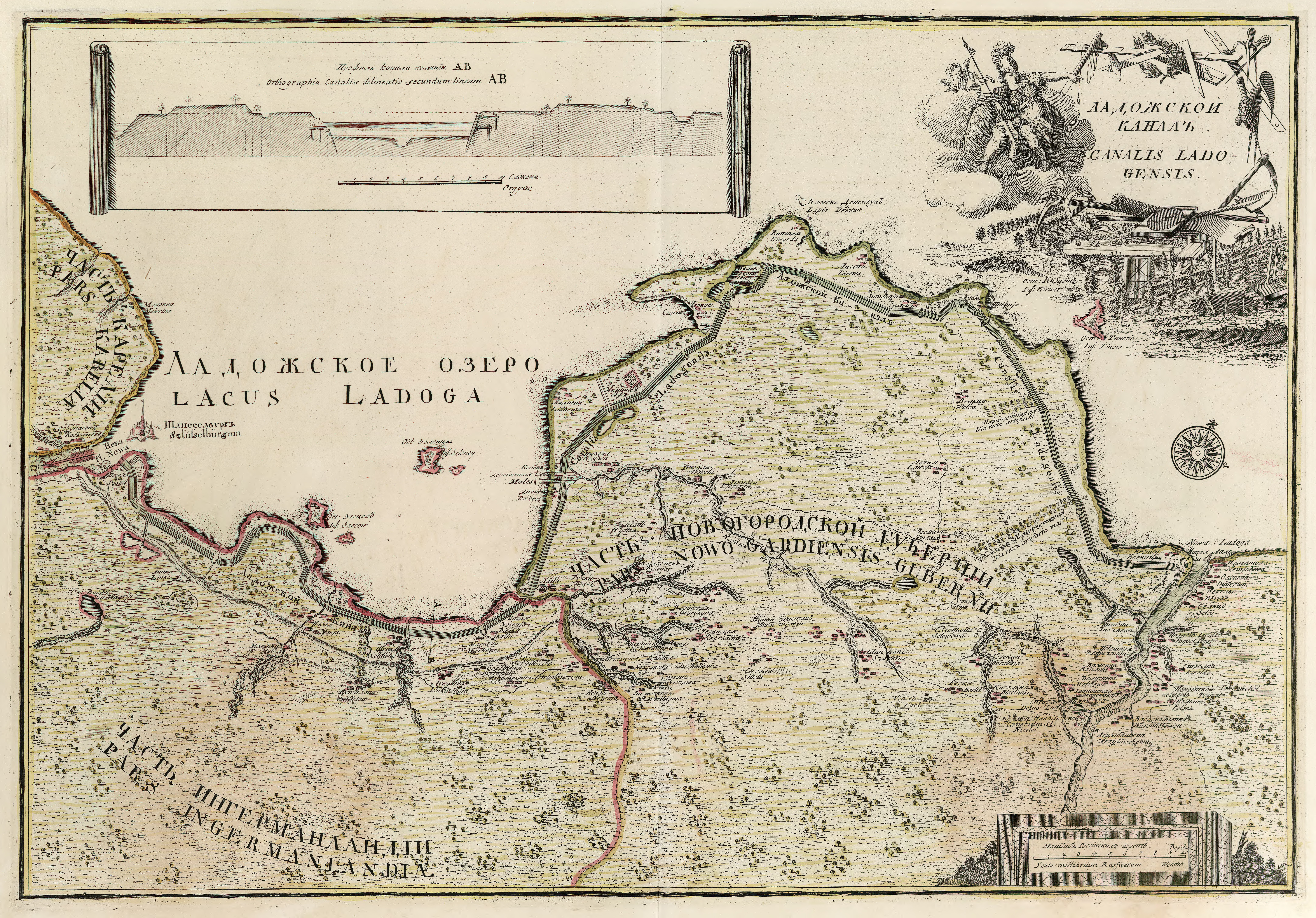
Карта Петровского канала (1741-42)

Утвердившись на балтийском побережье, основав новую столицу Санкт-Петербург, Пётр решил соединить Балтийское море с Каспийским, пользуясь реками и каналами, которые предполагал построить. Уже в 1706 году он велел соединить реку Тверцу каналом с Цной, которая, образуя своим расширением озеро Мстино, выходит из него с названием реки Мсты и впадает в озеро Ильмень. Это было начало знаменитой Вышневолоцкой системы. Главным препятствием соединения Невы и Волги являлось бурное Ладожское озеро, и Пётр решил для обхода его неприветливых вод построить обходной канал. Пётр предполагал соединить Волгу с Невой, прорыв ещё водораздел между реками Вытегрой, впадающей в Онежское озеро, и Ковжей, впадающей в Белоозеро, и таким образом, наметил сеть осуществлённой уже в XIX веке Мариинской системы.
Одновременно с хлопотами о соединении сетью каналов рек Балтики и Каспия, Пётр принимал решительные меры к тому, чтобы движение внешней торговли оставило прежний привычный путь к Белому морю и Архангельску и взяло новое направление в Петербург. Правительственные меры в этом направлении начались с 1712 года, но протесты иноземных купцов, жаловавшиеся на неудобство житья в новом городе, как Петербург, немалая опасность плавания в военное время по Балтийскому морю, дороговизна самого пути, по-тому что датчане брали пошлину за проход судов, — всё это заставило Петра повременить с крутым переводом торговли с Европой из Архангельска в Петербург: но уже в 1718 году он издал указ, позволяющий в Архангельске только торговлю пенькой, всю же хлебную торговлю предписывалось двинуть на Петербург. Благодаря этим и другим мерам такого же характера, Петербург становился значительным местом отпускной и привозной торговли. В заботах о поднятии торгового значения своей новой столицы Пётр ведёт переговоры со своим будущим зятем, герцогом гольштинским, относительно возможности прорыть канал от Киля в Северное море, чтобы быть независимым от датчан, и, пользуясь замешательствами в Мекленбурге и военным временем вообще, думает прочнее основаться около возможного входа в проектируемый канал. Но этот проект был осуществлён значительно позже, уже после смерти Петра.
Предметом вывоза из русских портов были преимущественно сырые продукты: пушной товар, мёд, воск. С XVII века стали особенно ценить на Западе русский строевой лес, смолу, дёготь, парусное полотно, пеньку, канаты. Тогда же пошли усиленно на вывоз продукты скотоводства — кожа, сало, щетина, со времён Петра за границу пошли продукты горного промысла, по преимуществу железо и медь. Особенным спросом пользовались лён и пенька; торговля хлебом была слабая по причине бездорожья и правительственных запретов отпускать хлеб за границу.

Портрет князя Александра Бековича-Черкасского. 1710-е годы

Взамен русского сырья, Европа могла бы снабжать нас продуктами своей обрабатывающей промышленности. Но, покровительствуя своим фабрикам и заводам, Пётр почти запретительными пошлинами сильно сократил ввоз в Россию заграничных фабрикатов, допуская только такие, которые совсем не производились в России, или только такие, которые нужны были русским фабрикам и заводам (это была политика протекционизма)
Пётр отдал дань и свойственному его времени увлечению торговать со странами дальнего юга, с Индией. Он мечтал об экспедиции на Мадагаскар, а индийскую торговлю думал направить через Хиву и Бухару в Россию. В Персию был отправлен послом А. П. Волынский, и ему Пётр поручил узнать, нет ли какой реки в Персии, которая протекала бы из Индии через Персию и впадала бы в Каспийское море. Волынский должен был хлопотать, чтобы шах направил всю торговлю Персии шёлком-сырцом не через города турецкого султана — Смирну и Алеппо, а через Астрахань. В 1715 году с Персией был заключён торговый договор, и астраханская торговля очень оживилась. Сознавая всю важность Каспия для своих широких планов, Пётр воспользовался вмешательством в Персию, когда там мятежники перебили русских купцов, и занял берег Каспийского моря от Баку и Дербента включительно. В Среднюю Азию, на Амударью, Пётр отправил военную экспедицию под начальством князя Бековича-Черкасского. Чтобы там утвердиться, предполагалось разыскать старое русло реки Амударьи и направить её течение в Каспийское море, но эта попытка не удалась: изнеможённый трудностью пути по выжженной солнцем пустыне, русский отряд попал в засаду, устроенную хивинцами, и был весь истреблён.

## Результаты преобразований
Таким образом, при Петре было положено основание русской промышленности. В оборот народного труда поступило множество новых производств, то есть количественно увеличивались и качественно улучшались источники народного благосостояния. Это улучшение достигалось путём страшного напряжения народных сил, но только благодаря этому напряжению страна оказалась в состоянии вынести тяготу беспрерывно двадцать лет длившейся войны. В будущем, начавшаяся при Петре усиленная разработка национальных богатств вела к обогащению и экономическому развитию России.
Внутренняя торговля при Петре тоже значительно оживилась, но, в общем, продолжала иметь всё тот же караванно-ярмарочный характер. Но и эта сторона хозяйственной жизни России была всколыхнута Петром и выведена из того покоя косности и непредприимчивости, какой отличалась в XVII веке и ранее. Распространение коммерческих знаний, появление фабрик и заводов, общение с иноземцами, — всё это давало новый смысл и направление русской торговле, заставляя её оживляться внутри и, тем самым, становится всё более и более деятельной участницей мировой торговли, усваивать её принципы и правила.